# جون إف. وليامز
جون إف. وليامز (بالإنجليزية: John F. Williams)‏ هو عسكري أمريكي، ولد في 7 يناير 1887 في ويلكس بار في الولايات المتحدة، وتوفي في 29 مايو 1953 في باسادينا في الولايات المتحدة.